# Glycosia palawanica
Glycosia palawanica är en skalbaggsart som beskrevs av Moser 1918. Glycosia palawanica ingår i släktet Glycosia och familjen Cetoniidae. Inga underarter finns listade i Catalogue of Life.